# Оидешти (Алба)
Оидешти (рум. Oidești) насеље је у Румунији у округу Алба у општини Видра. Oпштина се налази на надморској висини од 631 m.

## Становништво
Према подацима из 2002. године у насељу је живело 79 становника, од којих су сви румунске националности.